# Peltidium simplex
Peltidium simplex är en kräftdjursart som beskrevs av Nicholls 1941. Peltidium simplex ingår i släktet Peltidium och familjen Peltidiidae. Inga underarter finns listade i Catalogue of Life.